# Aleksiej Czurin
Aleksiej Wiktorowicz Czurin (rus. Алексей Викторович Чурин; ur. 27 maja 1980 w Iżewsku) – rosyjski biathlonista, wicemistrz świata juniorów w sztafecie, dwukrotny medalista mistrzostw Europy.
Najlepsze wyniki osiągnął w sezonie 2007/2008. Zajął wtedy 27. miejsce w klasyfikacji generalnej, dwukrotnie plasując się w czołowej dziesiątce zawodów PŚ w Kontiolahti.

## Osiągnięcia

### Mistrzostwa świata juniorów
| 2000 Hochfilzen (Austria) | 9. miejsce (IN), 10. miejsce (SP), 11. miejsce (PU), 2. miejsce (RL) |

### Mistrzostwa Europy
| 2000 Zakopane (Polska) | 5. miejsce (IN), 7. miejsce (SP), 11. miejsce (PU), 1. miejsce (RL)  |
| 2004 Mińsk (Białoruś)  | 3. miejsce (IN), 14. miejsce (SP), 18. miejsce (PU), 5. miejsce (RL) |
| 2007 Bansko (Bułgaria) | 22. miejsce (IN), 5. miejsce (RL)                                    |